# 浙江大学竺可桢学院
浙江大学竺可桢学院（英文：Chu Kochen Honors College of Zhejiang University）成立于2000年5月，以浙江大学老校长竺可桢的名字命名。其前身是创办于1984年的浙大混合班。浙江大学竺可桢学院历任院长均由浙江大学校长兼任，前任院长是浙大校长杜江峰院士，现任院长是现浙江大学校长马琰铭。

## 选拔方式
竺可桢学院从全校本科新生中筛选出优秀学生组成新一届学生。2000年以后浙江大学扩大招生规模后，每年从6000名左右本科新生中筛选出400名左右的优秀学生进入竺可桢学院。
主要入读方式有五种，包括：强基计划、高考录取（仅限混合班、巴德年医学班）、高考分数优异并通过考试而进入、大一成绩优异而进入以及各专修辅修项目的选拔（如UPA,工高班等）。

## 班级类型
- 理工混合班
- 人文社科实验班
- 外语+X实验班
- 巴德年医学班
- 金融学实验班
- 工程教育高级班
- 创新与创业管理强化班 ITP
- 公共管理强化班 UPA
- 文化中国人才计划班
- 设计创新班
- 求是科學班
- 启真班
- 交叉创新平台
- 公共管理英才班

## 交流项目
竺可桢学院为学生提供众多跨文化的交流机会和国际化的实践机会，现有:
- 卓越人才培养计划
- Melton基金会

这些项目资助和派遣优秀本科学生前往欧、美、澳、亚洲等国家和香港地区进行为期1周至1年的交流学习。并建有多学科讨论组、灵韵艺术团、法语社、CEO英语挑战者联盟等16个社团。

## 历史
- 1984年 创办工科混合班
- 1994年 设立工程教育高级班
- 1999年 设立创新与创业管理强化班
- 2000年 竺可桢学院成立，增设文科实验班、理科实验班
- 2002年 设立金融学实验班
- 2003年 设立公共管理强化班
- 2004年 设立竺可桢学院—计算机学院共建班
- 2005年 设立巴德年医学班
- 2006年 撤销混合班编制，设立文、理、工三大类平台班
- 2006年 设立英语双学位班
- 2008年 设立外语+X专业
- 2008年 设立文化中国人才计划班
- 2008年 设立李志文商学班
- 2008年 浙江大学本科生院成立，竺可桢学院合署浙江大学本科生院教学研究处
- 2008年 设立设计创新班
- 2010年 理、工、文三大类平台调整为混合班、人文社科实验班
- 2010年 設立求是科學班（数学、物理、化学、生物、计算机）
- 2010年 李志文商学班、文化中国人才计划、设计创新班、神农班转至相关院系管理
- 2012年 设立启真班
- 2012年 设立求是科学班（生物医学、食品科学与工程（食品安全与营养方向））
- 2016年 设立交叉创新平台（交叉班）